# L'Herm
L'Herm är en kommun i departementet Ariège i regionen Occitanien i södra Frankrike. Kommunen ligger  i kantonen Foix-Rural som ligger i arrondissementet Foix. År 2022 hade L'Herm 189 invånare.

## Befolkningsutveckling
Antalet invånare i kommunen L'Herm
Referens: INSEE